# 하나미 코토하
하나미 코토하(일본어: 花海 ことは, 한국명: 하나미)는 토에이 애니메이션 제작의 애니메이션《마법사 프리큐어!》에 등장하는 가공의 인물이다. 애니메이션에서 목소리를 연기한 성우는 일본판은 하야미 사오리, 한국판은 김하루이다.

## 프로필
※. 일본판 / 한국판 順
| 하나미 코토하 / 하나미 | 하나미 코토하 / 하나미     |
| ---------------------- | -------------------------- |
| 성별                   | 여자                       |
| 신분                   | 학생                       |
| 소속                   | 츠나기 제1중학교, 마법학교 |
| 포지션                 | 주연, 히로인               |
| 변신체                 | 큐어 펠리체                |
| 상징색                 | 에메랄드 그린              |
| 등장 프리큐어 시리즈   | 마법사 프리큐어!           |

## 인물
마법사 프리큐어!에 등장하는 인물. 사실 그 정체는 요정인 하짱(한국명 : 초록)이 인간으로 변신한 모습이었다. 미라이와 리코가 키운 요정으로 호기심이 많고 노력가적인 면을 가지고 있다. 에메랄드의 힘을 받아 프리큐어로 변신하여 큐어 펠리체가 된다. 

## 큐어 펠리체
하짱이 프리큐어로 변신하게 된 모습. 상징색은 에메랄드 그린이다. 

### 변신 스타일
- 에메랄드 스타일
- 알렉산드라이트 스타일
- 하트풀 스타일